# Alyssa Valentine
Alyssa Christine Valentine (* 11. Juni 1990 in Tustin (Kalifornien)) ist eine US-amerikanische Volleyballspielerin.

## Karriere
Valentine begann ihre Karriere 2005 beim TCA Volleyball Club. 2008 und 2009 studierte sie an der George Washington University und spielte in der dortigen Universitätsmannschaft. 2010 und 2011 setzte sie ihr Studium an der University of Colorado Boulder fort. Anschließend legte Valentine eine sportliche Pause ein, um sich auf ihre Ausbildung zu konzentrieren. Im Sommer 2013 traf die Zuspielerin in einem amerikanischen Fitnessstudio auf ihre zukünftige Mitspielerin Sarah Ammerman und wurde von deren Verein, dem  deutschen Bundesligisten VT Aurubis Hamburg verpflichtet. Mit Hamburg spielte sie im europäischen Challenge Cup und erreichte die dritte Runde. In der Bundesliga-Saison verlor der Verein hingegen alle Spiele.